# Никола Некезов Христов
Вижте пояснителната страница за други личности с името Никола Христов.
Никола Некезов Христов още Никола Христов Николов е български офицер (генерал-майор).

## Биография
Роден е на 6 ноември 1894 година в кюстендилското село Коняво. Завършва гимназия в Кюстендил. През 1915 година завършва Военното училище в София, а след това и Военната академия. Участва в Първата световна война, като през 1917 година е пленен на Добруджанския фронт и остава в плен една година в Русия. Служи в петдесети и трети и шестдесет и пети пехотен полк. От 1928 година е в четиринадесети пехотен полк и адютант на седма пехотна рилска дивизия. От 1932 е командир на рота в тринадесети пехотен полк, а две години по-късно е домакин на ротата. През 1935 става помощник-командир на четиринадесети пехотен полк и същата година излиза в запас. Умира на 16 февруари 1950 година в Коняво.

## Военни звания
- Подпоручик (26 август 1915)
- Поручик (30 май 1917)
- Капитан (1 май 1920)
- Майор (15 май 1930)
- Подполковник (26 февруари 1934)
- Генерал-майор (1944)